# Edward Somerset, IV conde de Worcester

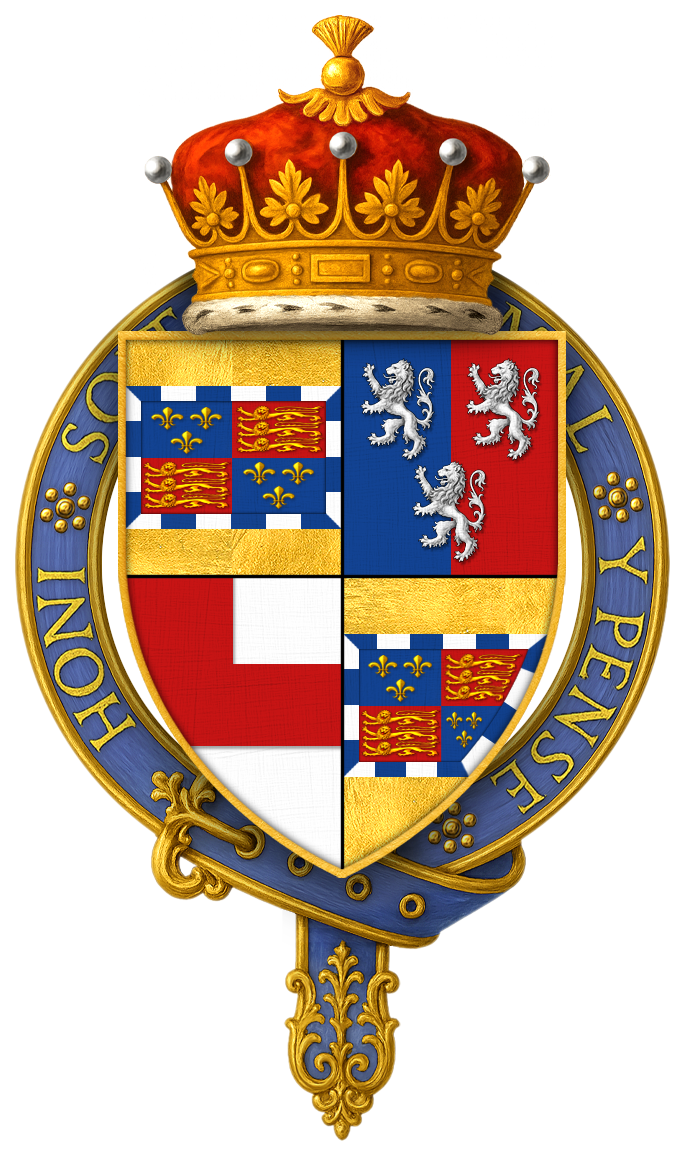
Armas cuarteladas de Sir Edward Somerset, conde de Worcester, KG

Edward Somerset, IV conde de Worcester, KG, Conde Mariscal (c. 1550– 3 de marzo de 1628) fue un aristócrata inglés. Fue un importante consejero de Jacobo I, sirviendo como Lord del Sello Privado.
Fue el hijo varón de los tres hijos del III conde de Worcester y Christiana Norte. El 21 de febrero de 1589 sucedió a su padre como Conde de Worcester.
En junio de 1590 Worcester viajó a Edimburgo para felicitar a Jacobo VI de Escocia tras su regreso y su matrimonio con Ana de Dinamarca, y dio aviso de que el rey se iba a unir a la Orden de la Jarretera. Habló con el rey acerca de los rumores de que barcos ingleses habían esperado su regreso. Al principio, no pudo ver a la reina, que padecía de dolor de muelas, y bromeó diciendo que los ingleses lo interpretaría como una señal de que estaba embarazada. Worcester celebró una audiencia con Ana, y llevó una carta suya a Isabel I. Fue acompañado por Sir Compton.
En 1593 fue nombrado Caballero de la Jarretera.
En 1606 fue nombrado Guardián del Gran Parque, un parque creado para cazar por Enrique VIII alrededor del Palancio de Nonsuch, del que Worcester Park formaba parte. La residencia Worcester Park House fue construida en 1607.

## Familia
Se casó con Lady Elizabeth Hastings en diciembre de 1571, hija de Francis Hastings, II conde de Huntingdon y Catherine Pole. Tuvieron quince hijos :
- Henry Somerset, V conde de Worcester, su heredero y sucesor, que fue creado marqués de Worcester;
- Thomas Somerset, vizconde Somerset (Peerage de Irlanda), que nació en 1579 y murió en 1649;  fue creado Vizconde Somerset el 8 de diciembre de 1626
- Lady Catherine o Katherine Somerset, muerta elel 6 de noviembre de 1654 y, casada con Thomas Windsor, Barón Windsor
- Lady Blanche Somerset, fallecida el 28 de octubre de 1649, y casada con Thomas Arundell, II Barón Arundell de Wardour, con quien tuvo un hijo y dos hijas.
- Lady Frances Somerset, mujer de William Morgan, escudero de Llantarnam y madre de Edward Morgan (c. 1612 – 24 de junio de 1653), tataranieto de Daniel Boone.[4]
- Sir Charles Somerset (1587/8 – 1665), viajero y escritor, Caballero del Baño.
- Lady Elizabeth Somerset, casada con Sir Henry Guildford.
- Lady Katherine Somerset (1575-1624), esposa de William Petre, Barón Petre.

Somerset está enterrado en la capilla familiar en la Iglesia de St Cadoc, Raglan, Monmouthshire